# Reachstacker

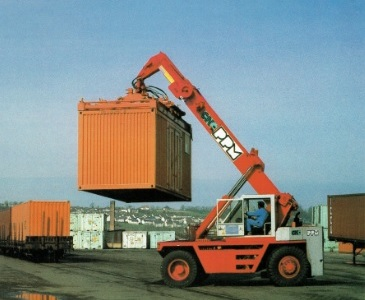
Reachstacker PPM 10 GMI

Een reachstacker is een voertuig waarmee ISO-containers en soms ook wissellaadbakken verplaatst en opgestapeld kunnen worden. Een reachstacker valt onder de categorie zware voertuigen met een hefvermogen van maximaal 50 ton. De reachstacker heeft een telescopische giek waar aan de voorzijde een zgn. spreader is gemonteerd. Er bestaan diverse spreadervarianten waarmee o.a. containers van verschillende lengtes ( 10" - 20" en 40") en bepaalde soorten wissellaadbakken en zelfs vrachtwagentrailers kunnen worden opgetild. Er zijn ook uitvoeringen van reachstackers die beschikken over lepels zoals een vorkheftruck. Deze zijn iets beperkter in het gebruik gezien het feit dat zij slechts containers kunnen verplaatsen die uitgevoerd zijn met steekgaten aan de lange zijde van de onderkant.
De reachstacker werd in 1977 ontworpen door de Franse hijskraanfabrikant PPM. Na een testperiode van twee jaar werden twee containerstapelaars - 10 GMI en 20 GMI geïntroduceerd. Direct na de introductie van beide machines kwam de zgn. 40 GMI op de markt en deze machine zou de leidraad worden voor de ontwikkeling van de huidige reachstackers.

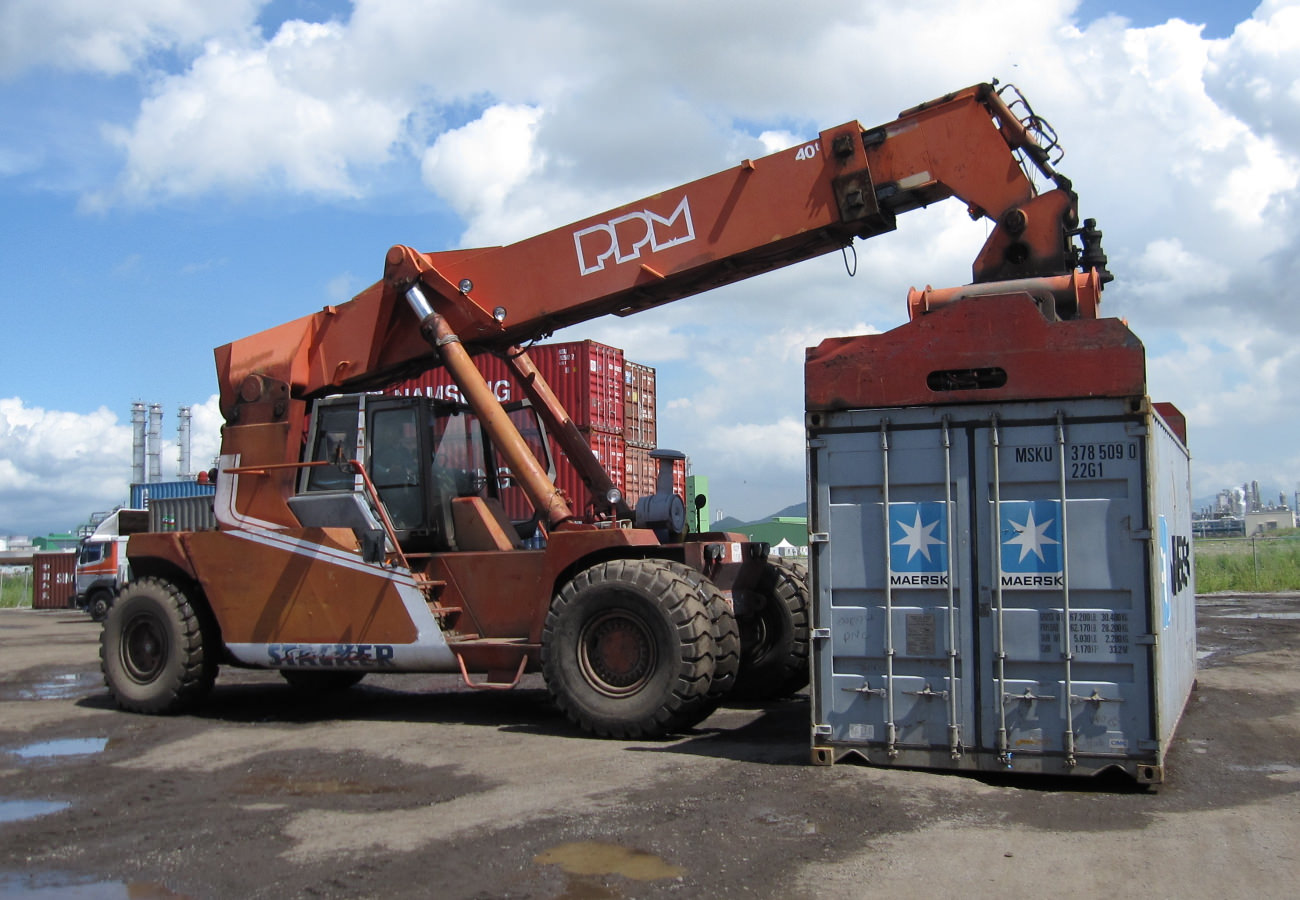
Reachstacker PPM 40 GMI

Reachstackers worden vaak gebruikt in kleinere havens. In grotere havens wordt meestal een portaalkraan gebruikt. De bekendste producenten van reachstackers zijn, Hyster, Kalmar, Linde, Konecranes, Liebherr en Sany. De grootste producent van deze machines is het merk Kalmar.

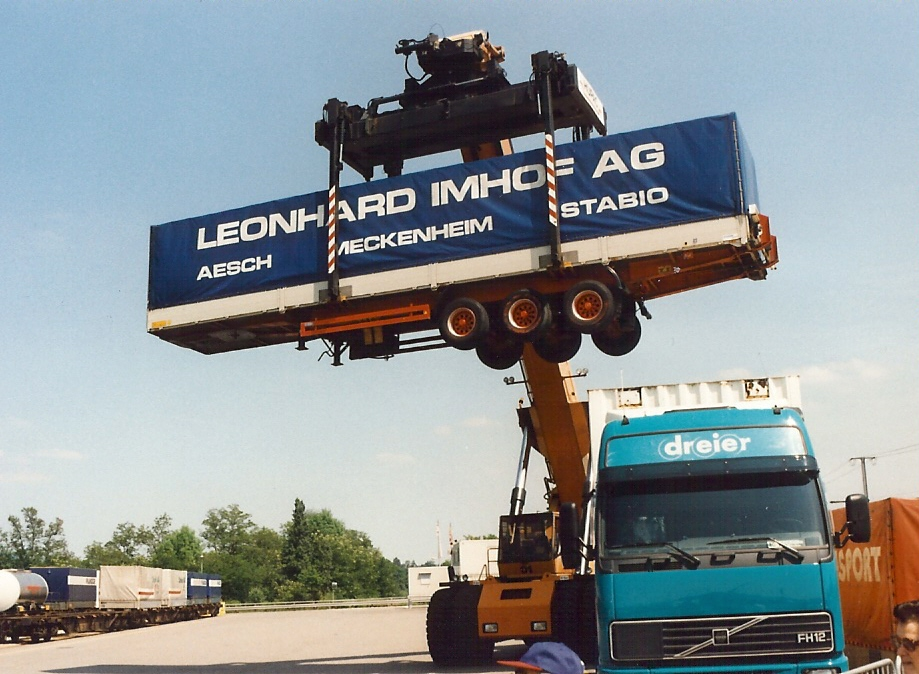
Reachstacker met oplegger
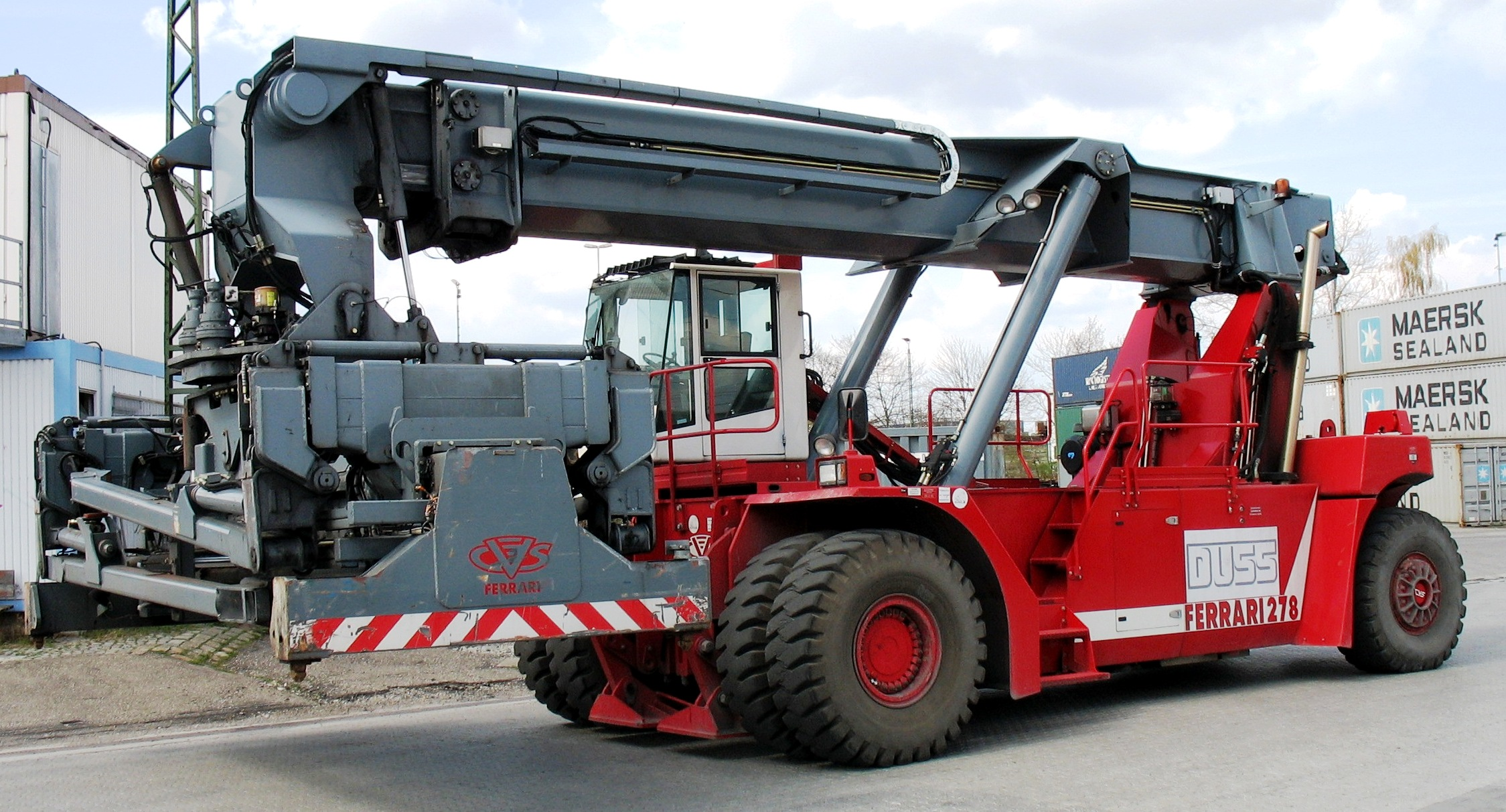
Reachstacker met uitvouwbare armen
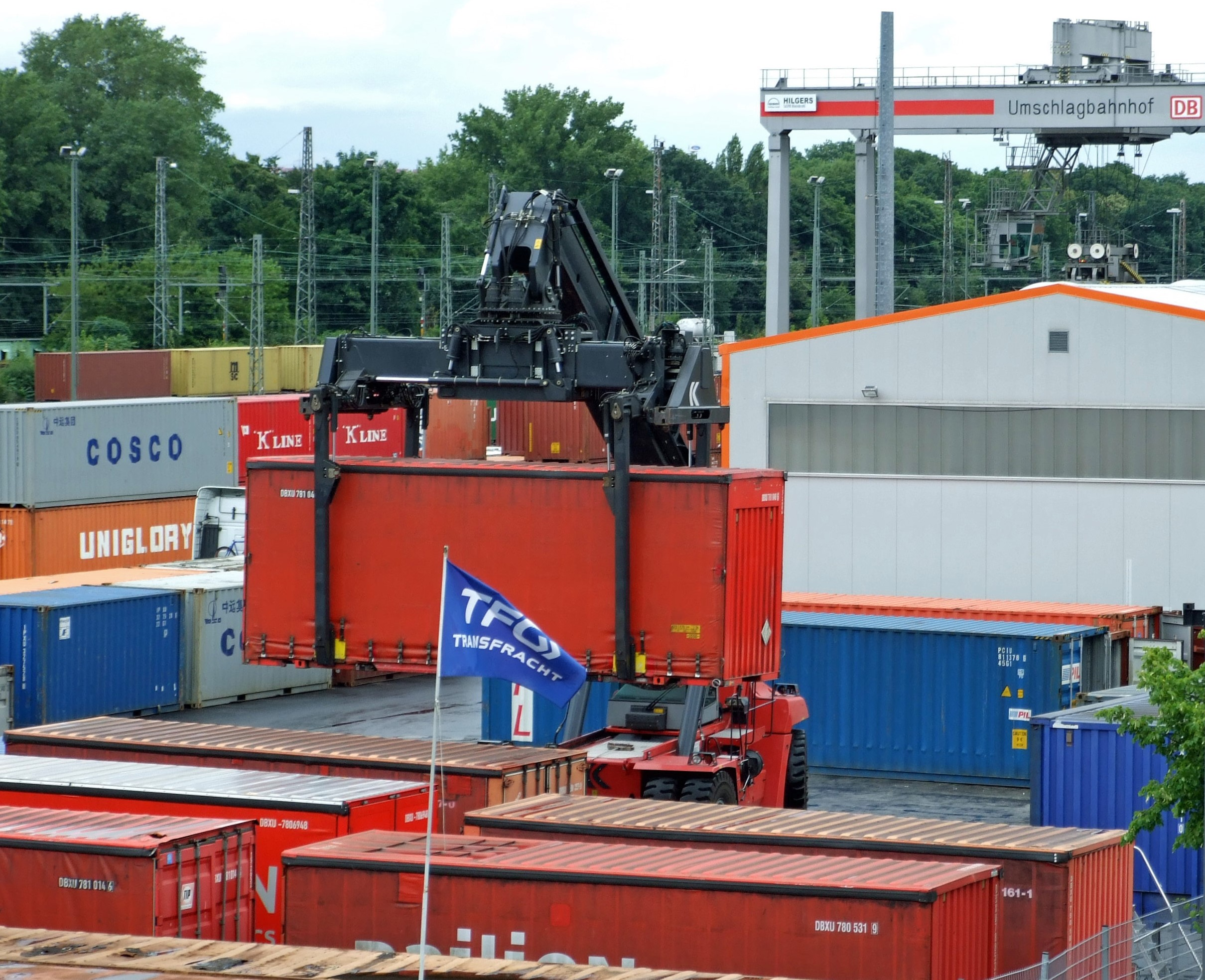
Reachstacker met wissellaadbak